# Коргалжынский заповедник
Коргалжы́нский (Кургальджи́нский) госуда́рственный приро́дный запове́дник (каз. Қорғалжы́н мемлекетті́к табиғи́ қорығы́) — один из двух казахстанских заповедников, входящих в список Всемирного наследия ЮНЕСКО в составе объекта Сарыарка — Степи и озёра Северного Казахстана. Коргалжынский заповедник расположен в 130 км юго-западнее города Астана. Создан в 1968 году для сохранения уникальных водно-болотных угодий, являющихся местом обитания фламинго, кудрявого пеликана и других птиц.

## Состав
Тенгиз-Коргалжынские озёрные системы являются одним из наиболее важных водно-болотных угодий для перелётных птиц в Казахстане и во всей Азии. В 1976 году водно-болотные угодья Тенгиз-Коргалжынской системы озёр были включены в Рамсарский список. В 2000 году озеро Тенгиз вошло в международную сеть «Живые озера», куда входят самые уникальные озера мира.

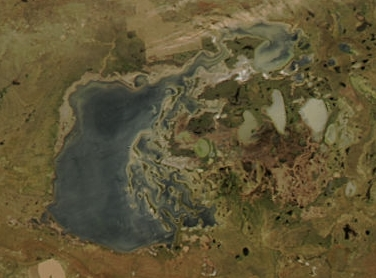
Вид на озёра из космоса

Постановлением Правительства Республики Казахстан «О некоторых вопросах расширения территории государственного учреждения „Коргалжынский государственный природный заповедник“» от 18 декабря 2008 года № 1183 была расширена территория заповедника на 284 208 га. Площадь Коргалжынского заповедника официально составила 543 171 га (до расширения — 258 963 га). Расширение произошло за счёт передачи земель из Коргалжынского района Акмолинской области и Нуринского района Карагандинской области.
Бо́льшая часть территории занята солёными и пресными водоёмами. Среди них озёра Тениз, Керей, Кыпшак, Коргалжын, Асаубалык, Жаманколь, Жабай Табанказы, Манат, Саумалколь и Токтамыс. Большинство из этих озер обводняют известные реки Нура, Куланотпес.
Территория представляет собой в общих чертах систему двойного озера: проточного озера Коргалжын и бессточного озера Тенгиз, соединённых между собою. Тенгиз-Коргалжынские озёра это не только самая обширная акватория степной зоны, но и одно из самых уникальных мест на всем евразийском континенте: здесь скрещиваются два важнейших миграционных пути птиц — центрально-азиатский и сибиро-южно-европейский.
Начиная с 1994 года на территории заповедника периодически встречается розовый пеликан. Гнездовые популяции фламинго и савки являются крупнейшими в Центральной Азии.

## Климат
На территории заповедника температура зимой доходит до −41 — 42ºС, а летом до 38 — 39ºС. Ежегодное количество осадков — 200 мм

## Фауна

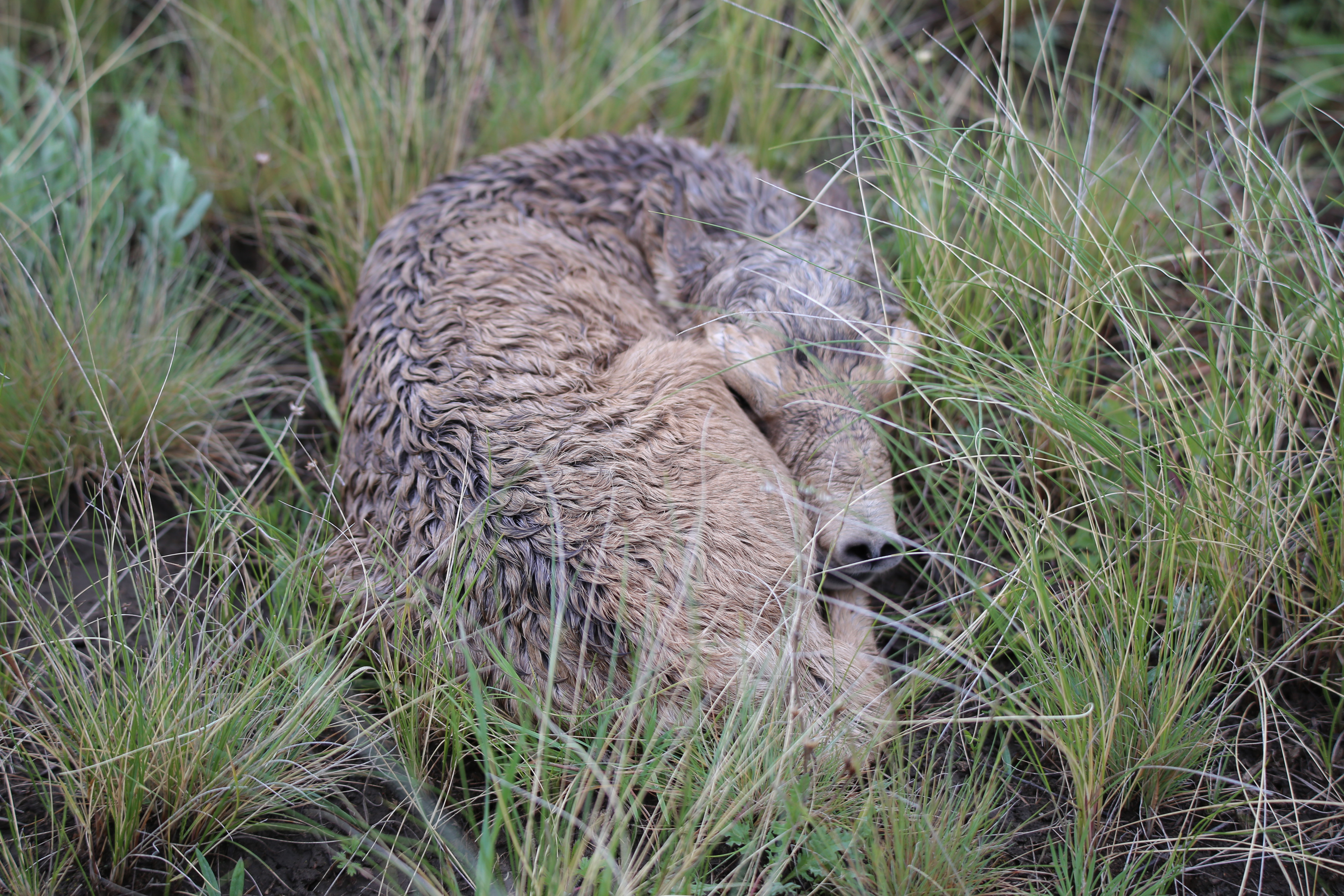
Новорождённый сайгак в заповеднике

На территории Коргалжынского заповедника обитает 365 видов
птиц: из них 42 вид входит в Красную книгу Казахстана, 27 видов занесены в Международный союз охраны природы, 133 вида гнездящихся птиц. Также здесь водится 46 вида млекопитающих, 4 видов пресмыкающихся, 2 вида земноводных и 15 видов рыб. В результате исследования, проводившегося в 2004—2005 гг., в заповеднике выявили около 700 видов насекомых. Как утверждают энтомологи, это далеко не полный список. В пресных озерах Коргалжын обитают 15 видов рыб: золотой и серебряный карась, язь, щука, окунь, линь, налим и плотва.
Численность прилетающих на отдых птиц в несколько раз превышает численность гнездящихся, поэтому заповедник называют «птичьим базаром».

## Флора
На территории Коргалжынского заповедника насчитывается 374 вида высших растений, из них можно выделить редкие виды, занесенные в Красную книгу Казахстана: тюльпан поникающий, тюльпан Шренка, прострел желтеющий, адонис волжский. Также среди них встречаются виды, обитающие на ограниченном ареале — эндемики, к ним относятся серпуха киргизская, серпуха рассеченная, астрагал казахстанский.
В Коргалжынском заповеднике всего насчитывается 69 видов низших растений: 1 вид почвенных водорослей, 34 вида грибов, 25 видов лишайника, 9 видов мохообразных.
Также на территории заповедника можно встретить и лекарственные растения: шиповник, тимьян, крапиву, тысячелистник, подорожник.

## Примечания

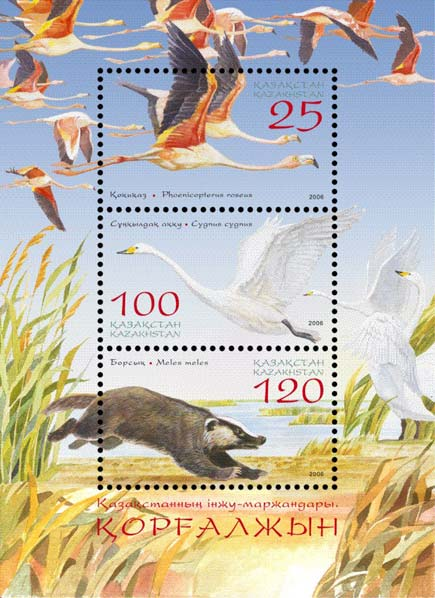